# Prace Historyczno-Archiwalne
Prace Historyczno-Archiwalne – rocznik wydawany od 1993 roku przez Archiwum Państwowe w Rzeszowie i Polskie Towarzystwo Historyczne oddział w Rzeszowie. Najstarsze wydawane w Rzeszowie czasopismo historyczne. Prace w nim publikowane dotyczą historii i archiwistyki.